# Naro-Fominsk
Naro-Fominsk (in russo Наро-Фоминск?) è una città della Russia europea centrale, situata 70 km a sudovest di Mosca. Fino al 2017 era capoluogo del Naro-Fominskij rajon, suddivisione dell'Oblast' di Mosca.

## Storia
La città fu creata nel 1925, come risultato della fusione dei due precedenti villaggi di Fominskoe (Фоминское) e Malaja Nara (Малая Нара); l'anno dopo arrivò lo status di città.
Al giorno d'oggi la città è un centro di discreto rilievo nel comparto tessile.

## Società

### Evoluzione demografica
Fonte: mojgorod.ru
- 1939: 32.000
- 1959: 35.400
- 1979: 55.900
- 1989: 58.300
- 2002: 70.475
- 2007: 71.000